# Japon aux Jeux olympiques d'hiver de 1980
L'équipe olympique de Japon  a participé  aux Jeux olympiques d'hiver de 1980 à Lake Placid aux États-Unis. Elle prit part aux Jeux olympiques d'hiver pour la onzième fois de son histoire et son équipe formée de cinquante athlètes remporta une médaille d'argent ; celle de Hirokazu Yagi au Saut à ski.

## Médaillés
| Sport                 | Discipline       | Athlète(s)    | Date       |
| Médaille d'argent : 1 |                  |               |            |
| Saut à ski            | Petit tremplin H | Hirokazu Yagi | 17 février |